# Université de technologie de Troyes
L’université de technologie de Troyes (UTT) est l'une des 204 écoles d'ingénieurs françaises accréditées au 1er septembre 2020 à délivrer un diplôme d'ingénieur.
Elle est située à Rosières-près-Troyes, dans la région Grand Est en France.
Elle dispose d'une antenne à Nogent (Haute-Marne), et partage une implantation à Shanghai avec les UT de Compiègne et de Belfort-Montbéliard.
Comme les autres universités de technologie, elle mêle les caractéristiques d’une école d’ingénieurs avec ceux d’une université et est centrée sur la technologie, tant en formation, en recherche, qu’en transfert de technologies.
L’UTT est un établissement public à caractère scientifique, culturel et professionnel (EPSCP), habilitée par le Ministère de l’Enseignement supérieur et de la recherche à délivrer des diplômes du bac+3 au bac+8. Il s’agit principalement de diplômes d’ingénieur accrédités par la Commission des Titres d’ingénieur (CTI) (environ 450 étudiants diplômés par an), mais aussi de diplômes de master, de doctorat et de licences professionnelles.

## Historique
Issue de l'Institut de génie technologique de Troyes, créé en septembre 1993 (antenne de l’UTC), l'Université de Technologie de Troyes a été créée par décret en septembre 1994. Elle s'est installée dans ses locaux actuels entre septembre 1996 et septembre 1997. Une première extension des locaux a été ouverte en 2007, ainsi qu'une seconde en 2015.
L'un des premiers présidents de l'université a été Thierry Breton (1997-2005), Président d'honneur de Thomson et de France Télécom, et ancien Ministre de l'économie et des finances.
En 2021, l'UTT est classée troisième école d'ingénieurs recrutant au niveau post-bac, dans le classement des 100 meilleures écoles d'ingénieurs.
Son directeur est Christophe Collet, qui a succédé en septembre 2022 à Pierre Koch, qui lui-même a pris la suite de Christian Lerminiaux et de son directeur historique, Paul Gaillard. Le Conseil d'administration de l'UTT est présidé par Ronan Stephan, ancien directeur général pour la Recherche et l'Innovation au MESR, qui lui succède à Yannick D'Escatha, ancien président du Centre national d'études spatiales (CNES) et du CA l'École polytechnique.
L’UTT est membre de la Conférence des directeurs des écoles françaises d'ingénieurs, de la Conférence des Présidents d’Université, de la conférence des grandes écoles et du Groupe UT.
Elle est de 2015 à 2017 membre de la ComUE "Université de Champagne", date à laquelle cette entité a été dissoute. Elle a auparavant été membre de l'Université Bourgogne - Franche-Comté.

## Formation
L’UTT propose six formations d’ingénieur, un diplôme national de master avec onze spécialités et un diplôme de doctorat dans trois spécialités, ainsi que des parcours en alternance (Master, licence professionnelle, 5e année du cursus ingénieur). Les formations présentent certaines caractéristiques, qui constituent pour l’UTT, et plus globalement pour les UT, un modèle pédagogique original : 
- Une formation personnalisée par le choix des  Unités d'Enseignement et la définition des parcours individuels ;
- Une pédagogie par projets ;
- Une organisation favorisant l’autonomie des étudiants ;
- Des liens forts avec l’industrie : stages longs de 6 mois, part d’enseignants issus de l’industrie ;
- Des partenariats entreprises, collaboration pour le transfert de technologies, recherche et développement (R&D) ;
- Un parcours de professionnalisation : forum métiers, ateliers recherche emplois…, formation tout au long la vie pour les salariés ;
- Un placement des sciences humaines et sociales au cœur de la formation pour aborder la complexité socio-technique du monde contemporain (1/4 des enseignements) ;
- Enseignements en lien avec la recherche (et si possible pratique de la recherche) ;
- Une ouverture à l’international forte grâce à de nombreux partenaires, obligation d’un semestre d’études à l’étranger pour les élèves ingénieurs ;
- Une offre pédagogique en constante évolution  pour répondre aux besoins du monde socio-économique (créations, suppressions d’enseignements, de filières, de spécialités) ;
- Deux rentrées par an, en septembre et en février (diplôme d’ingénieur) ;
- Une utilisation de plateformes pédagogiques (Moodle).

### Ingénieurs
L’Université de technologie de Troyes propose principalement des formations d’ingénieurs (74 % des effectifs) habilitées par le ministère de l’Enseignement supérieur et de la Recherche après avis de la Commission des Titres d'Ingénieur.

#### Organisation des formations
Le parcours d'ingénieur en 5 ans comprend deux périodes de formation : une formation d'une durée de deux ans commune à tous les étudiants admis directement après le baccalauréat : le tronc commun (TC), puis une formation d'une durée de trois ans dans une spécialité d'ingénieur (appelée "branche"). La formation en branche comporte une formation commune à tous les étudiants, le tronc commun de branche, et une formation spécifique à un domaine professionnel : la filière.
Le parcours d'ingénieur se compose de deux cycles : 
- Le 1er cycle, dit Tronc commun, (4 semestres) est une période pendant laquelle l’étudiant prépare ses choix professionnels. Les bases (dans tous les domaines) sont données aux étudiants. Une méthode active et à géométrie variable les emmène vers l’autonomie. Le choix de branche est libre, sans quota.
- Le 2e cycle, le cycle ingénieur (6 semestres dont deux stages d’un semestre) se déroule dans une des six spécialités proposées, conduisant à des diplômes distincts. L’objectif des branches est de donner à l’étudiant une formation générale équilibrée dans le domaine choisi, mais aussi de lui permettre de mieux définir son orientation professionnelle et d’approfondir son savoir-faire dans un domaine plus précis : c’est le rôle de la « filière » qui débute au quatrième semestre de branche, après le 1er stage de 6 mois.

#### Les spécialités d'ingénieur
Toutes les spécialités proposées à l’UTT sont accessibles en formation initiale et en formation continue, avec une particularité pour la spécialité Matériaux et Mécanique, formation ouverte en apprentissage.
Les spécialités (branches) proposées à l’UTT sont :
- Informatique et Systèmes d’Information (ISI)
- Réseaux et Télécoms (RT), anciennement Systèmes, Réseaux et Télécommunications (SRT)
- Génie Industriel (GI), anciennement Systèmes Industriels (SI)
- Génie Mécanique (GM), anciennement Systèmes Mécaniques (SM)
- Matériaux : Technologies et Économie (MTE)
- Matériaux et Mécanique (MM), anciennement Procédés et Mise en Œuvre des Matériaux (PMOM) - en contrat d'apprentissage.
- Automatique et Informatique Industrielle (A2I), créée à partir de la rentrée de 2016.
- Systèmes Numériques (SN), en apprentissage, créée à partir de la rentrée de 2023.

#### Conditions d'admission au diplôme d'ingénieur
L'admission à l'UTT, quel qu'en soit le niveau, est prononcée par un jury d'admission dont le président et les membres sont désignés par le directeur de l'UTT. L'admission définitive est prononcée par le jury après examen du dossier scolaire et des résultats de l'entretien.
L'admission à l'UTT se fait à deux niveaux : 
- admission post-baccalauréat scientifique (bac série S[11]), via le portail parcoursup sur dossier et entretien. La candidature est commune pour les trois universités de technologie françaises.
- admission en bac+2, ouverte aux étudiants titulaires d'un DUT, une licence, un BTS, ou ayant réalisé une classes préparatoire (CPGE) et se fait sur dossier et entretien. À la rentrée 2016, l'UTT rejoindra le concours Centrale-Supélec pour l'admission des étudiants issus d'une classe préparatoire scientifique. Les étudiants issus de classe préparatoire Littérature et Sciences Sociales (B/L) peuvent également rejoindre la branche ISI via le concours GEIDIC.

Il est également possible d'être admis après une Maîtrise en 2e année de cycle ingénieur.

### Masters
L'UTT délivre également un diplôme national de master. Il s'agit d'un master en Sciences, Technologies et Santé .
Ce diplôme de master est composé de trois mentions thématiques (et 9 spécialités) : Mécanique et Physique, Sciences et Technologie de l'Information et de la Communication et Ingénierie et Management. Les thématiques sont issues des domaines de compétences de l'établissement, que ce soit dans le domaine de la recherche ou dans le domaine de l'entreprise. La première habilitation pour ce diplôme date de 2004, mais la plupart des formations existaient depuis plusieurs années sous la forme de DESS ou de DEA.
Certains masters peuvent être effectués en double diplôme par les étudiants suivant déjà une formation initiale au sein de l'Université de Technologie de Troyes.
Le ministère de l’enseignement supérieur et de la recherche a donné un avis favorable pour le renouvellement de l’habilitation du diplôme de master pour la période 2012-2017.

### Mastères spécialisés
Le Mastère Spécialisé (MS) est un diplôme d’établissement post Bac+5, accrédité par la Conférence des grandes écoles (CGE).
L’Université de technologie de Troyes propose cinq formations Mastère Spécialisé, ouvertes à des jeunes titulaires d’un diplôme de niveau Bac+5, ainsi qu’à des ingénieurs, managers souhaitant développer leurs compétences.
- Expert Big Data Engineer
- Expert Forensic et Cybersécurité
- Manager de la Performance et de la Transformation Industrielle

### Doctorat
Le diplôme de doctorat en “Sciences et Technologies” propose aux jeunes chercheurs de réaliser leurs travaux de thèse, pour une durée d’environ 3 années, dans l’une des trois spécialités de doctorat (ou champs disciplinaires) suivantes :
- Systèmes SocioTechniques (SST)
- Matériaux, Mécanique, Optique et Nanotechnologie (M2ON)
- Optimisation et sûreté des systèmes (OSS)

Les formations de troisième cycle de l'UTT s'appuient, en particulier, sur les laboratoires de recherche et sur une école doctorale en Sciences et technologies.

### Licences professionnelles
Les Licences Professionnelles  de l'UTT sont destinées à des jeunes diplômés (contrat de professionnalisation et/ou apprentissage) ou des professionnels en reprise d'études.
Les contenus de formation sont centrées sur des thèmes très proches des priorités stratégiques de l’UTT, et dispensés sur des modalités d’alternance/formation continue. Les spécialités proposées sont :
- Maîtrise de l'Énergie et des Énergies Renouvelables (MEER, formation continue, apprentissage), en partenariat avec le Groupe Saint-Joseph (Troyes), labellisé « Lycée des métiers de l'Énergie » ;
- Enquêteur Technologies Numériques (ETN)  (formation continue) à destination des forces de l’ordre spécialisées en lutte contre la cybercriminalité, (partenariat avec la Gendarmerie Nationale).

### Autres
L'UTT délivre également des diplômes d'université :
- Un Diplôme universitaire (DU) « Implantologie Orale et Biomécanique » (IOBM), en partenariat avec la Société Française des Biomatériaux Implantables (SFBSI), à destination des professionnels  de l’odontologie. Créé en 2003.
- Un Diplôme d'Université « Analyse des Risques et Menaces Contemporaines » (ACO) : les missions des analystes ACO sont de la recherche et l’analyse méthodique des relations criminelles et/ou contextuelles à des fins d’enquête judiciaires afin d’orienter les enquêteurs par le biais d’hypothèses de travail.

## Ouverture internationale des formations
L'ouverture internationale des formations est un axe stratégique pour l'UTT. C'est pourquoi elle participe à de nombreux programmes internationaux. Au niveau européen, l'UTT est titulaire de la Charte Erasmus pour tous pour l'enseignement supérieur (ECHE), qui a pour objet de développer la mobilité des étudiants et du personnel et mettre en place des projets de coopération en faveur d'une meilleure offre de formation pour les étudiants.
L'UTT par ailleurs est membre de l'European University Association (EUA) et elle est certifiée EUR-ACE (Labellisation européenne des formations accréditées d'ingénieur).
Au niveau international, l'UTT participe à plusieurs programmes (BRAFITEC, ARFITEC, China scholarship Council…).
Elle a mis en place des programmes d’échanges avec 183 universités à travers le monde, dont 16 accords de doubles diplômes avec huit pays différents (Asie, Amérique et Europe), qui permettent d’obtenir à la fois le diplôme d’ingénieur UTT et un diplôme d’ingénieur ou de master étranger. Il s’agit d’un point essentiel pour les formations d’ingénieur, tous les étudiants doivent passer un semestre à l'étranger, que ce soit un semestre pour les études ou pour un stage de milieu ou fin de cursus.
Parmi les partenariats stratégiques avec des universités de rang mondial, on peut citer : Université Polytechnique de Tomsk (Russie), Harbin Institute of Technology (Chine), Xi'an Jiaotong University (Chine), Georgia Institute of Technology et University of Michigan (États-Unis), Norwegian University of Science and Technology (Norvège), Université de Mons (Belgique), University of Newcastle (Australie).
En 2010, lorsque le semestre à l'étranger n'était pas obligatoire, 90 % des étudiants arrivés à l'UTT après le baccalauréat ont passé au moins un semestre à l’étranger (études ou stage), plus de 50 % deux semestres (étude et stage) 
L'UTT est un des huit porteurs de l’initiative « Université de technologie européenne, EUt+ » au côté de l'Université technique de Sofia (Bulgarie), l'Université de technologie de Chypre (Chypre), l'Université de sciences appliquées, Hochschule Darmstadt (Allemagne), l'Université technologique de Dublin (Irlande), l'Université technique de Riga (Lettonie), l'Université technique de Cluj-Napoca (Roumanie) et l'Université polytechnique de Carthagène ( Espagne).
L’Université de technologie Européenne, EUt+ est née de l’alliance de huit partenaires européens partageant :
- la vision "Think Human First" pour une technologie centrée sur l’humain
- l'ambition de créer à terme une institution originale et fédérative

À travers l’EUt+, les partenaires s’engagent à créer un avenir durable pour les étudiants et apprenants des pays européens, les collaborateurs de chacun des établissements et pour les territoires qui accueillent chaque campus.

## Recherche
La recherche à l’UTT est constituée de 8 équipes réparties dans différentes Unités de Recherche (UR), auparavant regroupées au sein de l’institut Charles Delaunay (changements en cours de déploiement) :
- Interdisciplinary research on Society-Technology-Environment interactions (InSyTE)[21], anciennement Recherche interdisciplinaire sur la transition vers des systèmes socio-techniques durables (CREIDD)[22] de 2017 à 2022 et Centre de Recherche et d'Études Interdisciplinaires sur le Développement Durable avant 2017.
- Environnement de Réseaux Autonomes
- Laboratoire des Systèmes Mécaniques et d'Ingénierie Simultanée (LASMIS)[23]
- Équipe Modélisation et Sûreté des Systèmes
- Lumière, Nanomatériaux & Nanotechnologies (L2n)[24] (anciennement appelé Laboratoire de Nanotechnologie et d'Instrumentation Optique), en partenariat avec le LETI de Grenoble (CEA)
- Logistique et Optimisation des Systèmes Industriels
- Technologies pour la coopération, l'interaction, et les connaissances dans les collectifs
- Génération automatique de maillage et méthodes avancées en informatique scientifique (GAMMA3)[25], en partenariat avec l'INRIA

## Classements
Classements nationaux par rapport aux autres écoles d'ingénieurs accréditées par la CTI:
| Nom                | 2019 (Rang) | 2020 (Rang) | 2023 (Rang) |
| ------------------ | ----------- | ----------- | ----------- |
| L’Étudiant         |             | 23          | 68          |
| Le Figaro Étudiant |             | 26          |             |
| Usine Nouvelle     | 50          | 25          | 47          |
| DAUR               | 57          | 54          | 85          |

## Vie étudiante

### Bâtiments
L’université dispose à ce jour de 42 360 m2 de surface sur un terrain d’environ 14 hectares appelé « campus Marie Curie ». Les bâtiments principaux datent de 1996, auxquels ont été ajoutés en 2005 une halle de sport de 3 000 m2 incluant une salle d’examen de 1 000 m2, en 2006-2007 une extension de 6 400 m2 destinés à l’enseignement, la vie étudiante, la recherche et l’activité industrielle, et en 2013-2014 une extension de 5 600 m2 pour le pôle de recherches.
Actuellement, près de 15 000 m2 sont consacrés aux enseignements. Le réseau sans-fil couvre l’ensemble du site (sauf le bâtiment P où le Wi-Fi a été retiré afin d’avoir une zone réservée aux personnes électrosensibles). L’université fonctionne 50 semaines par an.

### Évolution démographique
Évolution démographique de la population universitaire
| 1994 | 1995 | 1996 | 1997 | 2006  | 2007  | 2008  | 2009  | 2010  |
| ---- | ---- | ---- | ---- | ----- | ----- | ----- | ----- | ----- |
| 150  | 356  | 569  | 704  | 2 219 | 2 334 | 2 361 | 2 402 | 2 418 |

| 2011  | 2012  | 2013  | 2014  | 2015  | 2016  | 2017  | 2018  | 2019  |
| ----- | ----- | ----- | ----- | ----- | ----- | ----- | ----- | ----- |
| 2 432 | 2 508 | 2 550 | 2 613 | 2 738 | 2 890 | 3 089 | 3 172 | 3 066 |

| 2020  | 2021  | 2022  | - | - | - | - | - | - |
| ----- | ----- | ----- | - | - | - | - | - | - |
| 3 256 | 3 235 | 3 196 | - | - | - | - | - | - |

## Pour approfondir